# Gasherbrum I
Pour les articles homonymes, voir K5.
Le Gasherbrum I, ou Hidden Peak, anciennement K5, est un sommet culminant à 8 080 mètres d'altitude, à la frontière entre la Chine et le Pakistan, dans le Karakoram. Il constitue le onzième plus haut sommet du monde. Sa première ascension a été réussie le 5 juillet 1958 par les Américains Pete Schoening et Andy Kauffman. La voie normale est depuis devenue le couloir des Japonais, grimpé pour la première fois en 1986.

## Toponymie
En 1856, Thomas George Montgomerie, membre des Royal Engineers britanniques engagé dans le Great Trigonometric Survey, observe pour la première fois les sommets du Karakoram. Il baptise les principaux dans l'ordre de leur altitude supposée, la lettre K signifiant « Karakoram ». Le Gasherbrum I est ainsi baptisé K5, alors qu'il est le deuxième plus élevé en réalité.
Le nom Gasherbrum vient du balti rgasha signifiant « beau » et de brum « montagne », soit la « belle montagne »,. La traduction « paroi brillante » semble erronée, venant d'une confusion avec le surnom donné à la face orientale du Gasherbrum IV en 1892 par William Martin Conway,. Le Gasherbrum I est le plus haut sommet du massif éponyme.
Ce dernier fournit un nom alternatif, Hidden Peak (littéralement « pic caché »), en référence à l'éloignement du sommet. Il est en effet difficilement visible depuis le glacier du Baltoro ; depuis le pic Pioneer (6 970 m), point d'observation au pied du Baltoro Kangri, il est notamment masqué par le Gasherbrum Sud. De plus, Conway souhaite mieux le distinguer nominativement du Gasherbrum II.

## Géographie

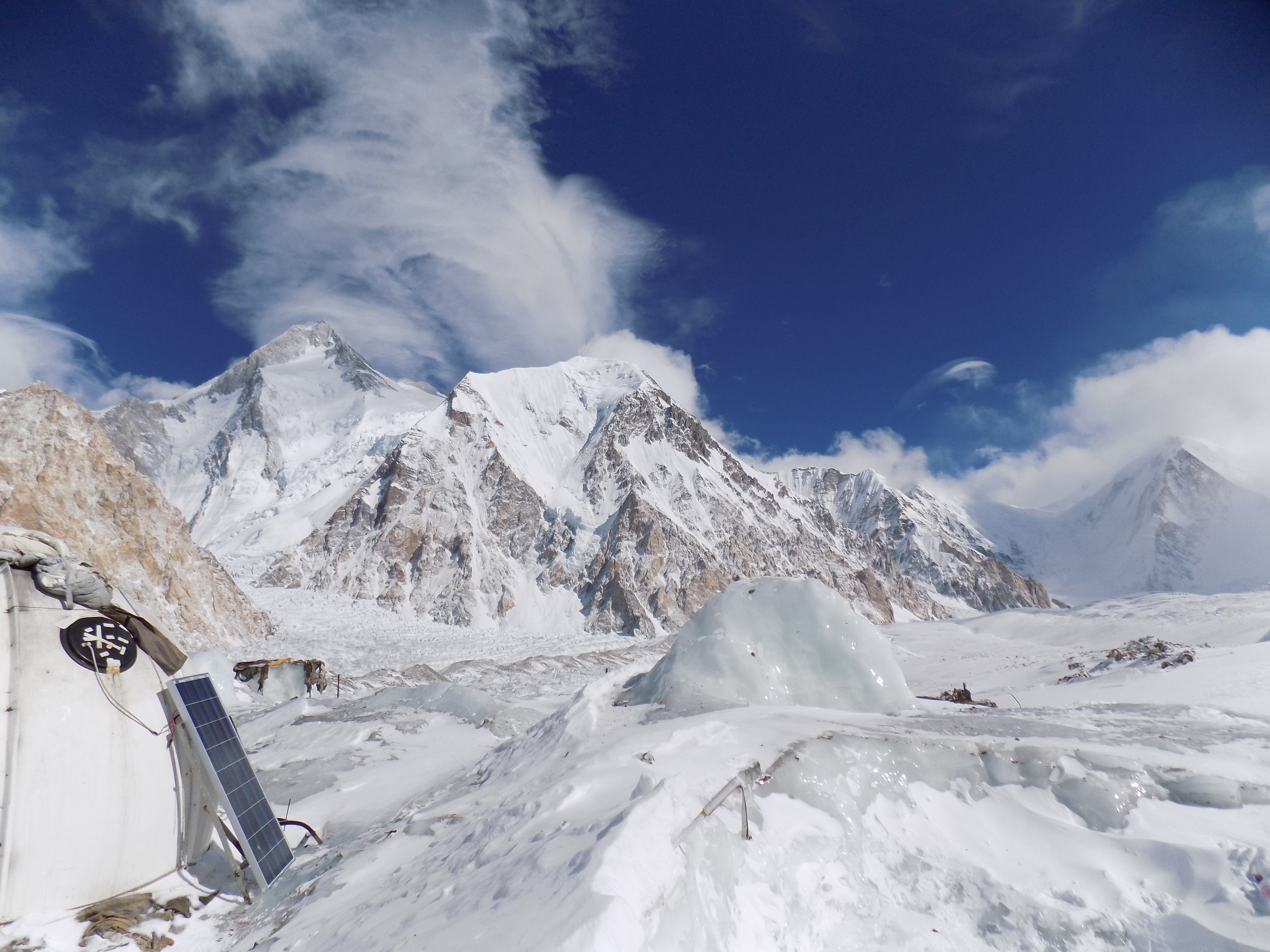
Vue du Gasherbrum (à gauche) et du Gasherbrum Sud (au centre) depuis le camp de base.

Le Gasherbrum I est situé à la frontière entre l'Ouest de la Chine et le Nord-Est du Pakistan, entre la préfecture de Kachgar dans la région autonome du Xinjiang, au nord, et le district de Shigar dans le territoire du Gilgit-Baltistan, au sud. Les deux versants sont revendiqués par l'Inde. La montagne se trouve à 115 kilomètres à l'est-nord-est de Skardu et à 420 kilomètres au sud de Kachgar. Elle s'élève à 8 080 mètres d'altitude dans le chaînon du Gasherbrum, au sein du Baltoro Muztagh, un massif du Karakoram, ce qui en fait le onzième plus haut sommet au monde. Sa hauteur de culminance par rapport au K2, plus proche sommet de plus de 8 000 mètres d'altitude à 23,5 kilomètres au nord-ouest, est de 2 155 mètres. Il domine le Gasherbrum Sud (7 069 m) au sud. Il alimente sur son versant ouest le glacier Gasherbrum Sud, un affluent du glacier du Baltoro,.

## Histoire
Le massif du Gasherbrum est exploré pour la première fois en 1909 par Louis-Amédée de Savoie et Vittorio Sella,. En 1934, Günter Dyhrenfurth, chef de l'International Himalayan Expedition, notamment accompagné du Suisse André Roch, fait une reconnaissance sur les Gasherbrum I et II jusqu'à 6 300 mètres d'altitude,,.
Le 26 mai 1936, après deux mois d'un voyage épique dans les Indes britanniques, une expédition française installe enfin son camp de base au pied du Gasherbrum I. Plusieurs centaines de porteurs ont contribué à acheminer tout le matériel nécessaire jusqu'aux confins de la vallée du Baltoro. C'est la première tentative française d'ascension d'un « 8 000 ». Henry de Ségogne, qui dirige l'expédition, choisit l'emplacement d'un camp de base avancé, plus près de la paroi. Les camps d'altitude suivent à un rythme assez soutenu. Si bien que, le 21 juin, le camp V est installé à presque 6 900 mètres. Mais la mousson semble en avance et les prévisions qui arrivent au camp de base sont formelles : le mauvais temps s'installe. Pierre Allain et Jean Leininger forment le groupe de tête qui veut continuer ; ils atteignent 7 100 mètres,. Mais les alpinistes s'inclinent finalement devant la météo et le chef de l'expédition qui compte bien rentrer avec son équipe complète. À l'époque cependant, personne n'est allé aussi haut sur cette montagne.
La première ascension est réussie par une expédition américaine dirigée par Nicholas Clinch,. Pete Schoening et Andy Kauffman atteignent le sommet le 5 juillet 1958 par l'éperon sud puis l'arête sud-est, qui plus est sans apport supplémentaire d'oxygène,. Au cours de l'assaut final, ils franchissent un dénivelé de 1 000 mètres. C'est le premier « 8 000 » pour des Américains.
Le 10 août 1975, Reinhold Messner et Peter Habeler gagnent le sommet par une nouvelle voie dans la face nord-ouest en style alpin,,, suivis le lendemain par les Autrichiens R. Schauer, H. Schell und H. Zefferer par la voie des Américains,.
Le 8 juillet 1977, les Yougoslaves slovènes Andrej Štremfelj et Jernej Zaplotnik ouvrent la voie par l'éperon sud-ouest puis l'arête ouest, mais Drago Bregar est porté disparu deux jours plus tard,.
Le 15 juillet 1980, la cinquième ascension est réussie par une expédition française constituée de Maurice Barrard et Georges Narbaud qui passent par l'arête sud et le Gasherbrum Sud pour la première fois,,.
Le 22 juillet 1982, les Allemands Günter Sturm, Michael Dacher et Siegfried Hupfauer atteignent le sommet par une variante dans la face nord-ouest,. Cinq jours plus tard, la première femme gagne le sommet, la Française Marie-José Vallencant,. Au sein de la même cordée, le Suisse Sylvain Saudan effectue la première descente intégrale à ski d'un « 8 000 »,,.
Trois nouvelles voies sont ouvertes en 1983 : les 23 et 24 juin par les Suisses Erhard Loretan et Marcel Rüedi, puis Pierre Morand et Jean-Claude Sonnenwyl dans la face nord-ouest, dans une viariante entre les voies de 1975 et de 1982 ; le 23 juillet par les Polonais Jerzy Kukuczka et Wojciech Kurtyka dans la face sud-ouest, moins d'un mois après leur ascension du Gasherbrum II ; le 22 août par une expédition espagnole par la face sud-ouest puis l'arête sud-est.
Fin juin 1984, Reinhold Messner et Hans Kammerlander réalisent en style alpin la traversée intégrale aller-retour entre le Gasherbrum II et le Gasherbrum I sans retourner au camp de base.
Le 9 juin 1985, les Italiens Pierantonino Camozzi et Agostino Da Polenza parviennent au sommet par une nouvelle variante dans la face nord-ouest. Le 14 juillet, Gianpiero Di Federico réussit la première ascension en solo.
Le 2 août 1986, les Japonais Osamu Shimizu et Kiyoshi Wakutsu ouvrent une variante dans un couloir très à gauche de la face nord-ouest ; elle est désormais considérée comme la voie normale. Le 15 juillet 1990, les Japonais Takahiro Katayama et Tomoyuki Yamanei avec les Pakistanais Ali Raza et Rajab Shah réalisent l'ascension en suivant intégralement l'arête occidentale ; ils font partie de l'expédition menée par Harhisa Kuroda.
En 2008, Élisabeth Revol réalise le triplé Broad Peak - Gasherbrum II - Gasherbrum I en solitaire sans oxygène en seize jours au cours de l'expédition « Himalaya Light ». C'est la première fois qu'une femme réalise trois « 8 000 » de cette manière. Le 1er août, Valery Babanov et Victor Afanasief ouvrent une nouvelle voie dans le versant sud-ouest.
La première ascension hivernale est réussie par Adam Bielecki et Janusz Gołąb le 9 mars 2012, sans apport d'oxygène supplémentaire.
Le 30 juillet 2017, les Tchèques Marek Holeček et Zdeněk Hák ouvrent la voie Satisfaction! au milieu de la face sud-ouest, en style alpin,.

## Ascension

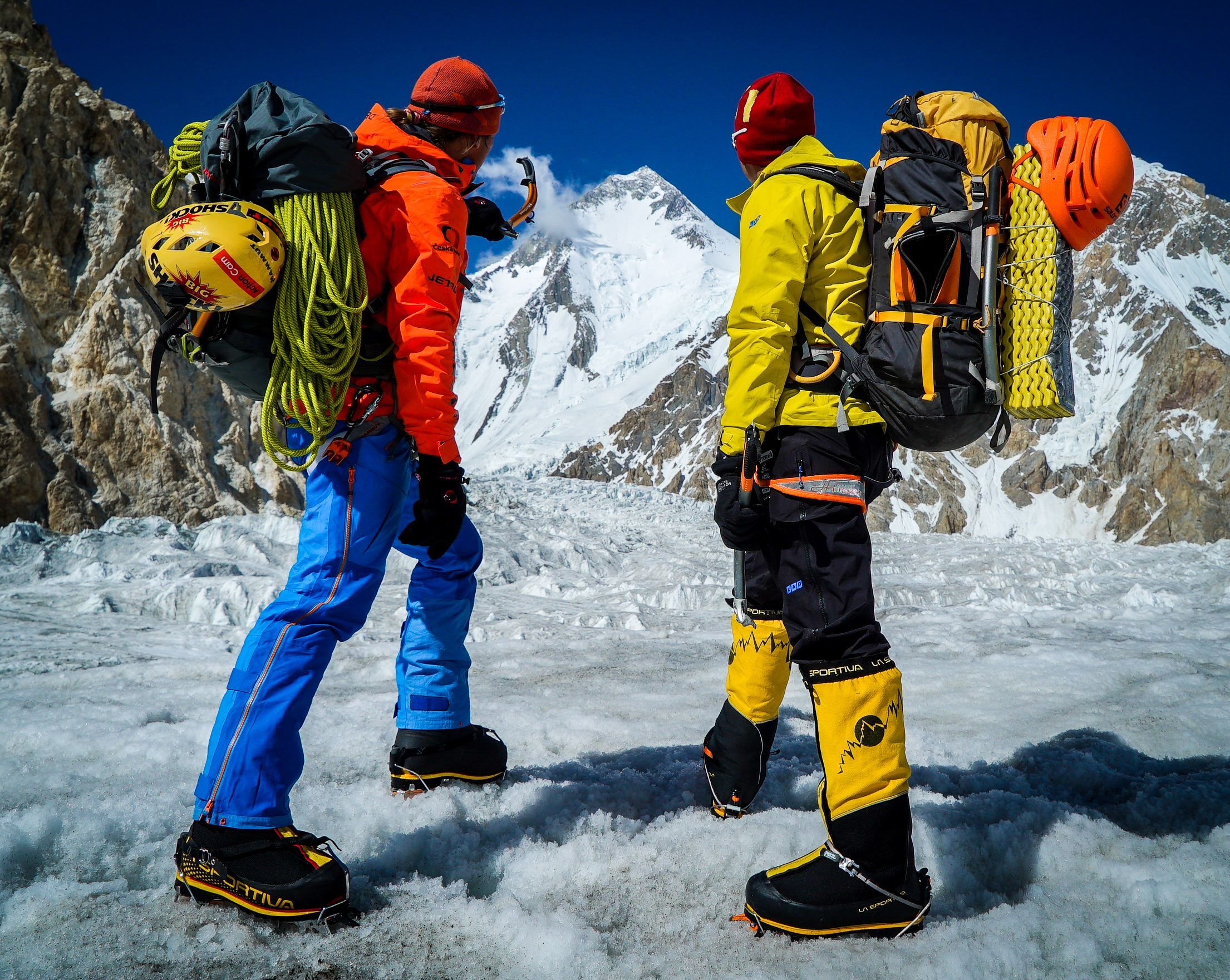
Alpinistes devant le Gasherbrum en 2015.

La voie normale est devenue celle de 1986, par un couloir de la face nord-ouest. Fin 2009, 229 des 298 alpinistes étant parvenus au sommet avaient emprunté cette voie. C'est l'un des « 8 000 » les moins populaires.
Fin 2009, sur les 298 ascensions réussies par 290 alpinistes différents (8 répétitions), incluant les guides, 21 l'étaient par des femmes ; 26 étaient décédés au cours de l'ascension,. C'est le Japon qui était alors en tête avec 38 alpinistes, devant l'Espagne (36), l'Italie et le Pakistan (22 chacun).